# Михољевине
Михољевине су насељено мјесто у општини Сребреница, Република Српска, БиХ. Према попису становништва из 1991. у насељу је живјело 148 становника.

## Становништво 1991.
По посљедњем службеном попису становништва из 1991. године, насељено мјесто Михољевине имало је 148 становника, сљедећег националног састава:
| Националност       | 1991.        |
| Муслимани          | 144 (97,29%) |
| Срби               | 1 (0,67%)    |
| остали и непознато | 3 (2,04%)    |
| укупно             | 148          |

| Демографија | Демографија | Демографија |
| Година      | Становника  | Становника  |
| ----------- | ----------- | ----------- |
| 1948.       | 101         |             |
| 1953.       | 106         |             |
| 1961.       | 105         |             |
| 1971.       | 111         |             |
| 1981.       | 131         |             |
| 1991.       | 148         |             |
| 2013.       | 3           |             |